# Bezletová zóna

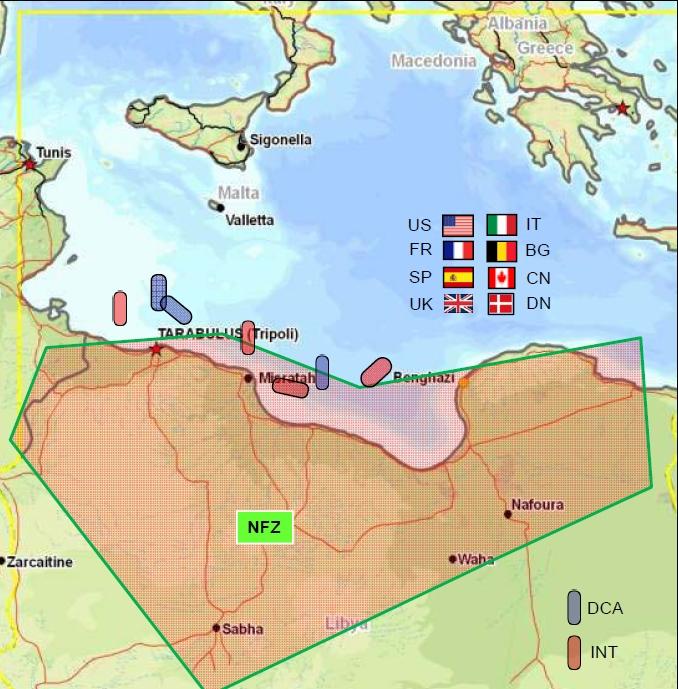
Mapa bezletové zóny vyhlášené nad Libyí v roce 2011 na základě Rezoluce Rady bezpečnosti OSN č. 1973

Bezletová zóna (anglicky no-fly zone, zkratkou NFZ) nebo zóna vzdušného vyloučení (anglicky air exclusion zone, zkratkou AEZ) je území nebo oblast, kde nějaká vojenská moc zakazuje lety některých letadel. Jsou obvykle zřizovány dočasně nad územím probíhajícího konfliktu.

## Typy bezletových zón
Bezletové zóny jsou ve vojenském letectví moderním fenoménem, vzniklým v 90. letech 20. století. Ačkoli již v období mezi světovými válkami provádělo Britské královské letectvo letecké kontrolní operace nad některými svými koloniemi, bezletové zóny v dnešním smyslu nabyly své moderní podoby až na konci války v Zálivu v roce 1991.
Od tradičních leteckých silových misí se liší svým nátlakovým charakterem – ovládnutí výhradně vzdušného prostoru nad územím slouží k dosahování cílů na zemi.

## Účel
Bezletové zóny jsou obvykle zřizovány během konfliktu nad územím nepřátelského státu a svou povahou jsou obdobou vzdušného demilitarizovaného pásma. Opatření se obvykle týká vojenských letadel, která nesmějí v dané oblasti operovat. Vynucující stát používá vojenskou akci a v závislosti na podmínkách může vyhlášení bezletové zóny zahrnovat preventivní útoky směřující k zabránění jejímu potenciálnímu narušení, reaktivní sílu zaměřenou na narušující letadla nebo jen monitorování bez použití síly.
V době míru mohou být nařízeny vzdušné ochranné zóny a protiletadlová obrana jako prevence leteckého teroristického útoku, například kvůli ochraně citlivých míst nebo významných událostí, jako jsou olympijské hry apod.